# (47171) Lempo
(47171) Lempo, nommé provisoirement (47171) 1999 TC36, est un objet transneptunien. Découvert en 1999 par Eric P. Rubenstein et Louis-Gregory Strolger, il s'agit d'un plutino, un objet en résonance 2:3 avec Neptune.

## Description
Lempo est un objet trinaire. En 2009 en étudiant les images de Hubble il s'est avéré que le corps central était double, une lune, d'environ 132 km de diamètre, orbite à 869 km, en 1,9 jour. En 2001, une autre lune nommée provisoirement S/2001 (47171) 1, d'environ 50 km de diamètre, orbitant à 7 400 km a été découverte par Chadwick Trujillo et Michael E. Brown en utilisant le télescope spatial Hubble. Depuis le nommage du corps principal, S/2001 (47171) 1 a pour appellation (47171) Lempo I, il a également été nommé Paha.
Le corps principal a été identifié comme un binaire par Susan D. Benecchi et ses collaborateurs grâce à une nouvelle analyse des données obtenues initialement par Chadwick Trujillo et Michael E. Brown. Lempo se réfère à la plus grande composante du binaire central et sa composante de plus petite taille a été nommée Hiisi.
L'objet et ses deux satellites sont nommés d'après les divinités finnoises du monde souterrain : Lempo, Hiisi et Paha, tirés du Kalevala.

Cet objet avait été choisi comme cible pour la mission New Horizons 2 (jumelle de New Horizons).

Comparaison de la taille des composants du système Lempo
Schéma des orbites du système triple Lempo
Le système Lempo imagé par Hubble de 2003 à 2006